# Hubert Frohmüller
Hubert Georg Wilhelm Frohmüller (* 13. Mai 1928 in Heidingsfeld, seit 1930 Stadtteil von Würzburg; † 5. Oktober 2018 in Würzburg) war ein deutscher Urologe. Er war von 1971 bis 1997 Inhaber des Lehrstuhls für Urologie an der Julius-Maximilians-Universität Würzburg und Direktor der Urologischen Klinik und Poliklinik der Universität Würzburg.

## Leben
Hubert G. W. Frohmüller, Sohn von Emma Frohmüller, geborene Spachmann, und Wilhelm Frohmüller, besuchte die Volksschule in Würzburg-Heidingsfeld und im Anschluss das humanistische Alte Penal in Würzburg. Im Januar 1944 wurde er als Luftwaffenhelfer zum Dienst bei Schweinfurt eingezogen. Von Oktober 1945 bis März 1946 absolvierte er ein sogenanntes Vorsemester, wodurch er nach zuvor bescheinigtem Notabitur auch ein regelrechtes Abiturzeugnis erhielt, und studierte von April 1946 bis 1952 Medizin in Würzburg, wo er 1954 zum Dr. med. promoviert wurde. Er war katholisch, während seines Studiums aktives Mitglied des K.St.V. Walhalla im KV und bekleidete verschiedene Vorstandsämter. Nach einer Assistenzzeit am Pathologischen Institut und der Medizinischen Poliklinik der Universität Würzburg arbeitete er 1954 bis 1955 im Rahmen eines Austauschprogramms (Internship) am St. Joseph’s Hospital in Paterson, New Jersey, in den Vereinigten Staaten von Amerika. Es folgte ein Jahr als chirurgischer Assistent am St. Antonius-Hospital in Kleve und ein weiteres Jahr mit Arztvertretungen in der Schweiz. Von 1958 bis 1963 arbeitete Frohmüller als Fellow in Urology an der Mayo Clinic in Rochester, Minnesota, ebenfalls in den USA. 1963 schloss er ein Studium mit dem akademischen Grad eines Master of Science (M.S.) in Urology an der Universität von Minnesota ab. Anschließend arbeitete er als Assistenzarzt der Urologischen Abteilung der Chirurgischen Universitätsklinik in München und qualifizierte sich 1964 als Facharzt für Urologie.
Nach anderthalb Jahren kehrte er an die Chirurgische Universitätsklinik Würzburg zurück, wo er am 1. Januar 1965 die Leitung der nach dem Weggang von Wolfgang Lutzeyer durch R. Castringius und H. Zillmer kurzzeitig kommissarisch geleiteten Urologischen Abteilung der Chirurgischen Universitäts-Klinik übernahm. Dort habilitierte er sich 1966 für das Fach Urologie und nahm 1971 einen Ruf auf den neu geschaffenen Lehrstuhl für Urologie an und wurde Direktor der Urologischen Universitäts-Klinik Würzburg. Einen Ruf auf den Lehrstuhl für Urologie an der Medizinischen Hochschule Hannover lehnte er ab. Acht seiner Assistenten habilitierten sich, drei von ihnen wurden auf Lehrstühle für Urologie berufen (Fritz H. Schröder nach Rotterdam, Rolf Ackermann nach Düsseldorf und Manfred Wirth nach Dresden) und neun seiner ehemaligen Assistenten wurden Chefärzte für Urologie. 1997 wurde Frohmüller emeritiert.
Er war ab 1967 mit Ingeborg „Inge“ Frohmüller, geborene Schlegel, verheiratet, wohnte im Stadtbezirk Frauenland und hatte drei Kinder (Christiane, Stefan und Ivo).

## Klinische Schwerpunkte
Der Schwerpunkt der von Frohmüller geführten Klinik lag zunächst auf transurethralen Operationen, bei denen das Operationsinstrument durch die Harnröhre eingeführt wird. Er trug somit wesentlich zur Verbreitung dieser Operationsmethode in Deutschland bei. 1969 führte Frohmüller deutschlandweit die erste radikale retropubische Prostatektomie bei einem Patienten mit Prostatakrebs durch. Bei dieser Operationsmethode wird die Prostata mittels einer offenen Operation entfernt, der Schnitt erfolgt am Unterbauch. 1984 führte er die erste Nierentransplantation in Würzburg durch. Frohmüller modifizierte zudem das so genannte Thompson-Resektoskop („Cold Punch“), ein OP-Instrument, das zur Entfernung von Prostatagewebe durch die Harnröhre in die Blase eingeführt wird. Mit diesem von ihm weiterentwickelten Instrument wurde 1987 der damalige US-Präsident Ronald Reagan an der Prostata operiert. Weiterhin entwickelte Frohmüller den nach ihm benannten Blasenkatheter.

## Wissenschaftliches Engagement
Frohmüller hat ca. 300 wissenschaftliche Aufsätze veröffentlicht.
Er war Präsident der Deutschen Gesellschaft für Endoskopie (1971–1972), Präsident der Bayerischen Urologenvereinigung (1980–1984), Präsident der Deutschen Gesellschaft für Urologie (1985–1986), Präsident Mayo Alumni German Speaking Chapter (1996–1997) und Chairman – Residency Review Committee des European Board of Urology (EBU) der U.E.M.S. (Union Européenne des Médecins Spécialistes) (1989–1995). Er war Mitglied des Steering Committee der U.E.M.S., Section Urologie (1986–1995).
Frohmüller war Ehrenmitglied der Deutschen Gesellschaft für Urologie, der Europäischen Gesellschaft für Urologie, der American Urological Association (AUA), der Bayerischen Urologenvereinigung, des Berufsverbandes der Deutschen Urologen sowie der Griechischen, Österreichischen, Polnischen und Schweizerischen Gesellschaft für Urologie und der South Central Section der American Urological Association.
Er wurde 1969 als erster deutscher Urologe zum Fellow des American College of Surgeons (FACS) ernannt. Ab 1969 war er zudem korrespondierendes Mitglied der American Association of Genito-Urinary Surgeons (AAGUS) (älteste Urologenvereinigung der Welt), ab 1981 des Colégio Brasileiro de Cirurgiões, der Ecuadorianischen Gesellschaft für Urologie, der Italienischen Gesellschaft für Urologie, der Niederländischen Gesellschaft für Urologie, der Chilenischen Gesellschaft für Urologie und des Finnish Urological Club.

## Schriften (Auswahl)
- Geschichte der Urologie an der Universität Würzburg. In: Peter Baumgart (Hrsg.): Vierhundert Jahre Universität Würzburg. Eine Festschrift. Degener & Co. (Gerhard Gessner), Neustadt an der Aisch 1982 (= Quellen und Beiträge zur Geschichte der Universität Würzburg. Band 6), ISBN 3-7686-9062-8, S. 957–973.
- als Hrsg. mit Klaus Bandhauer: Urologie in der Praxis. VCH edition medizin, Weinheim 1986, ISBN 3-527-15092-7.
- als Hrsg. mit Manfred Wirth: Uro-Oncology: Current Status and Future Trends. Wiley-Liss, New York u. a. 1990, ISBN 0-471-56816-3.
- als Hrsg. mit Manfred Wirth: Behandlung des fortgeschrittenen Prostatakarzinoms. Springer-Verlag, Berlin/Heidelberg 1990, ISBN 3-540-52076-7.
- mit Matthias Theiß und Franz Bracher: Prostataerkrankungen im höheren Lebensalter. Wissenschaftliche Verlagsgesellschaft, Stuttgart 1995. (2., überarbeitete und erweiterte Auflage 2002, ISBN 3-8047-1831-0)
- mit Georg Hofmockel: Notfälle in der Urologie. Pathophysiologie, Symptomatik, Diagnostik und Therapie. Wissenschaftliche Verlagsgesellschaft, Stuttgart 2000, ISBN 3-8047-1769-1.

## Ehrungen und Auszeichnungen
- 1953: Deutscher Hochschulmeister im Rudern (Vierer m. St.)
- 1992: Bronzemedaille der Universität Helsinki
- 1993: Moses Swick Award, Mount Sinai Medical Center, New York (Frohmüller erhielt diese Auszeichnung als erster deutscher Wissenschaftler)
- 1994: Maximilian-Nitze-Preis der Deutschen Gesellschaft für Urologie für herausragende wissenschaftliche Leistungen[9]
- 1995: Maximilian-Nitze-Medaille der Deutschen Gesellschaft für Urologie für Verdienste um die Urologie[9]
- 2004: Ritter des päpstlichen Silvesterordens[10]
- 2006: Mayo Clinic Distinguished Alumni Award[11]
- 2007: Willy-Gregoir-Medaille der European Association of Urology (EAU) für einen wesentlichen Beitrag zur Entwicklung der Urologie in Europa[12]
- 2011: Aufgrund seiner wissenschaftlichen Verdienste und für sein jahrzehntelanges Engagement um den K.St.V. Walhalla zu Würzburg wurde er zu dessen Ehrenphilister ernannt.